# Tuineje
Tuineje är en kommun i Spanien. Den ligger i den autonoma regionen Kanarieöarna i sydvästra delen av landet, 1 700 km sydväst om huvudstaden Madrid. Antalet invånare är 16 454 (2024). Arean är 276,30 kvadratkilometer. Tuineje ligger på ön Fuerteventura. Tuineje gränsar till Antigua, Pájara och Betancuría. 